# Hubert Geresme
jean-Baptiste Hubert Geresme (Damery, 26 gennaio 1828 – Parigi, 19 agosto 1890) è stato un operaio francese.
Fu una personalità della Comune di Parigi.

## Biografia
Arruolatosi nel 200º battaglione della Guardia nazionale durante l'assedio di Parigi del 1870, il 15 marzo 1871 fu eletto al Comitato centrale della Guardia.
Il 26 marzo fu eletto al Consiglio della Comune dall'XI arrondissement e fece parte della Commissione giustizia e successivamente della Commissione militare. Il 1º maggio votò a favore della creazione del Comitato di Salute pubblica.
Alla caduta della Comune fu arrestato e condannato ai lavori forzati a vita dalla corte marziale di Versailles. Fu amnistiato nel 1880.